# Joseph von Spaun
Joseph von Spaun, född 11 november 1788 i Linz, Oberösterreich, död 25 november 1865 där, var en österrikisk friherre, hovråd, lotteridirektör och hedersmedborgare i Wien och Cieszyn.
Den 25 augusti 1859 upphöjdes Spaun i friherrligt stånd.
Spaun studerade juridik vid Wiens universitet 1806–1809 och trädde därefter i statlig tjänst. I det kejserliga konviktet lärde han känna Franz Schubert 1809, vilket ledde till en livslång vänskap. Han stödde Schubert ekonomiskt och introducerade honom i sällskapslivet. Vid den sista stora schubertiaden den 28 januari 1828 var Spaun värd.
Den 18 maj 1841 utnämndes han till hedersmedborgare i Wien.